# Leucocarbo onslowi
El cormorán de las Chatham (Leucocarbo onslowi) es una especie de ave suliforme de la familia Phalacrocoracidae endémica de Nueva Zelanda.

## Distribución y hábitat
Se encuentra únicamente en las islas Chatham. Habita en aguas costeras poco profundas y costas rocosas. Está amenazada por la pérdida de hábitat, y está clasificado en peligro crítico por la UICN.